# Franc sous la Révolution
Pour les articles homonymes, voir franc.
En France, le franc sous la Révolution est la monnaie qui a remplacé la livre en adoptant le système métrique et en la divisant en décimes et centimes.

## Avant la Révolution
L'unité monétaire sous l'Ancien Régime était la livre, parfois déjà appelé « franc » mais divisée en sous et en deniers, douze deniers faisant un sou et vingt sous faisant une livre. L'écu d'argent valait six livres, le louis d'or vingt-quatre livres.

## Sous la Révolution française
C'est avec la monnaie que s'institua d'abord le système métrique. Par le décret du 17 frimaire an II (7 décembre 1793), la Convention divisait la livre en décimes et centimes. Par la loi du 18 germinal an III (7 avril 1795), il fut décrété que la livre se nommerait désormais « franc ». Le poids des pièces fut défini le 15 août 1795, la pièce d'un franc en argent devant peser cinq grammes. Le Directoire imposa le mot « franc » par la loi du 17 floréal an VIII (7 mai 1799).

## Sous le Consulat et le Premier Empire
Les anciennes pièces et les nouvelles coexistantes et les équivalences posant des problèmes, le premier consul Napoléon Bonaparte définit rigoureusement la frappe de la nouvelle monnaie qui devait remplacer toutes les anciennes par la loi du 7 germinal an XI (28 mars 1803). La pièce d'un franc était de cinq grammes en argent à quatre-vingt-dix pour cent.
Était décidée la frappe de pièces d'argent de cinq francs, de deux francs, d'un franc, de cinquante centimes et de vingt-cinq centimes, de pièces d'or de vingt et quarante francs, titrant aussi 9/10e d'or, sur la base d'un gramme d'or valant 15,5 grammes d'argent.
La France était pourvue d'une monnaie, le franc dit « germinal », du nom de la date de la loi, qui allait demeurer inchangée jusqu'au lendemain de la Première Guerre mondiale.